# Droga krajowa nr 93 (Polska)

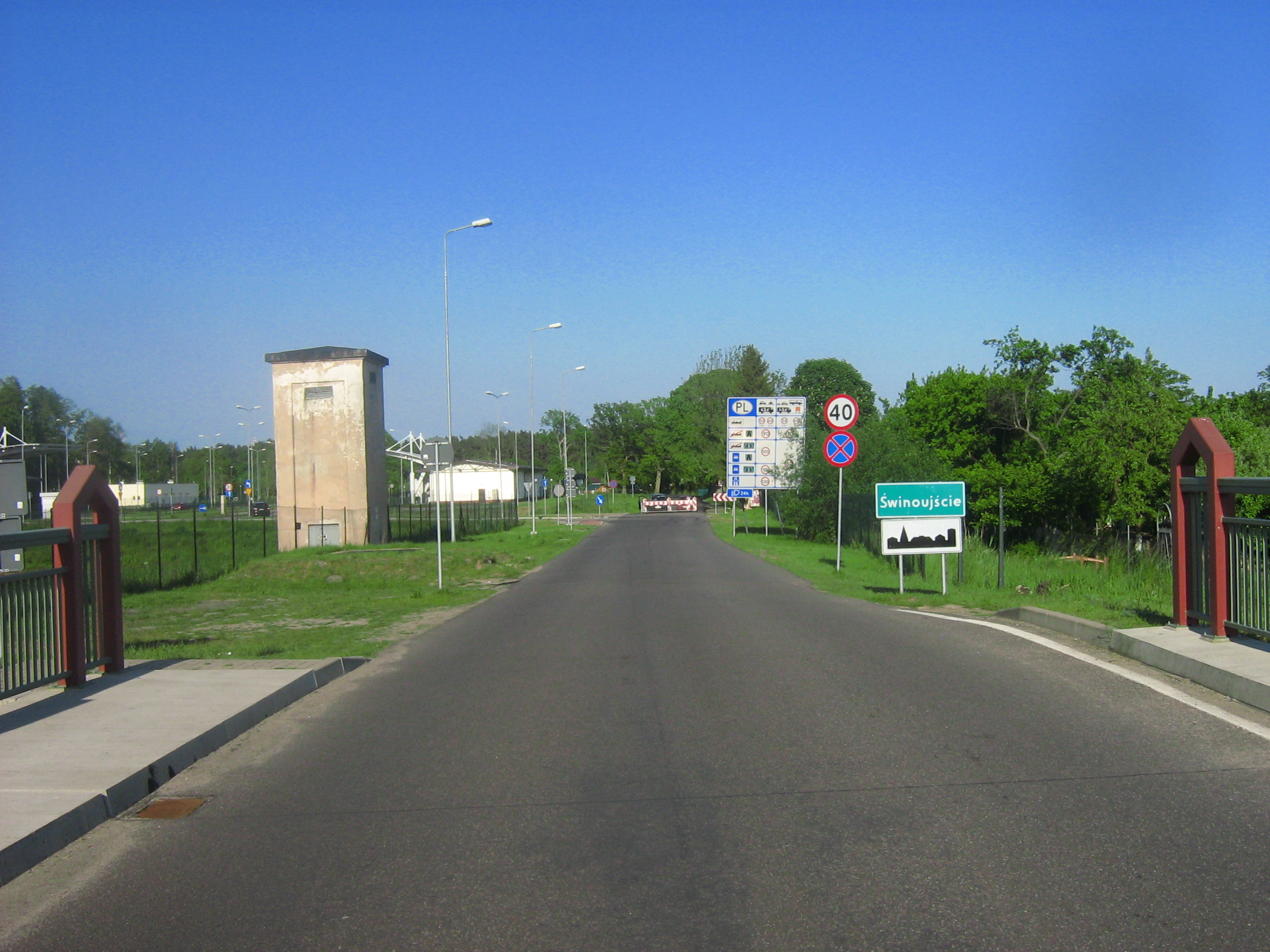
Początek drogi na granicy polsko-niemieckiej (maj 2009)

Droga krajowa nr 93 – droga krajowa o długości 5,5 km, leżąca na obszarze miasta na prawach powiatu Świnoujście (województwo zachodniopomorskie). Przed oddaniem do użytku tunelu pod Świną długość trasy wynosiła ok. 14 km.

## Charakterystyka
27 września 2006 Minister Transportu zaliczył do sieci dróg krajowych ciąg ulic w Świnoujściu: Grunwaldzka, Nowokarsiborska, Karsiborska, Pomorska. 12 grudnia 2006 Generalny Dyrektor Dróg Krajowych i Autostrad nadał jej numer 93. Obydwie decyzje zostały wprowadzone 1 stycznia 2007.
Droga krajowa nr 93 prowadzi od granicy z Niemcami – gdzie łączy się z niemiecką drogą federalną nr 110 – w dzielnicy Wydrzany przez Osiedle Zachodnie, przekracza tunelem Świnę, następnie prowadzi do ronda w Warszowie, gdzie łączy się z drogą krajową numer 3 i trasą europejską E65. Od momentu otwarcia w 2013 roku mostu pod Kwidzynem w ciągu drogi krajowej nr 90 do czasu otwarcia tunelu po Świną droga nr 93 była jedyną drogą krajową, która w swoim przebiegu posiadała przeprawę promową.
W ciągu drogi, w latach 2018–2023, prowadzona była budowa tunelu pod Świną o długości 1,44 km. Obiekt został oddany do użytku 30 czerwca 2023 r.
W latach 1986 – 2000 numer 93 przypisany był do drogi Katowice – Mikołów – Żory – Skoczów – Wisła. Od 2000 roku trasa od Katowic do Skoczowa ma numer 81, zaś dalszy odcinek do Wisły istnieje jako droga wojewódzka nr 941.

## Dopuszczalny nacisk na oś
Od 13 marca 2021 roku na drodze dozwolony jest ruch pojazdów o nacisku pojedynczej osi do 11,5 tony.

### Do 13 marca 2021
Wcześniej na całej długości drogi dopuszczalny był nacisk pojedynczej osi do 10 ton.